# Robert Eeckloo
Robert Eeckloo (Torhout, 29 oktober 1933 - Leuven, 4 december 2017) was buitengewoon hoogleraar aan de Katholieke Universiteit Leuven en voorzitter van Boerenbond. Daarnaast is hij de auteur van diverse publicaties over agrarisch recht.

## Levensloop
Eeckloo studeerde rechten en politieke en sociale wetenschappen aan de Katholieke Universiteit Leuven. Vervolgens werkte hij als juridisch adviseur bij de Directie Binnenlandse Zaken van het Gouvernement-Generaal te Leopoldstad in Belgisch-Congo.
Na de onafhankelijkheid van Congo, trad hij in dienst van de Boerenbond. Hij werd algemeen secretaris in 1977 en voorzitter van deze organisatie in 1992. Daarnaast is hij voorzitter geweest bij de CERA-bank en de SBB-dienstengroep.
Eecklo verzette zich in 1993 hevig tegen het eerste mestactieplan van de Regering-Van den Brande III en richtte daarbij zijn pijlen vooral op Wivina Demeester (CVP), die toen minister van Financiën en Begroting was.
Aan de K.U.Leuven doceerde hij de vakken "Inleiding tot het Recht" en "Agrarisch Recht" aan de faculteit Bio-ingenieurswetenschappen. Hij was ook ondervoorzitter van de Vlaamse Landmaatschappij en voorzitter van de Nationale Landbouwraad.
Zijn uitvaartplechtigheid vond plaats in de Sint-Jan de Doperkerk te Leuven.

## Publicaties
Naast een bij de onafhankelijkheid van Kongo verloren gegane commentaar op de nieuwe Congolese Grondwet (1960), publiceerde Robert Eeckloo diverse werken over agrarisch recht. De voornaamste hiervan zijn:
- Het Recht van Voorkoop (1963),
- Le droit de préemption (1963),
- Het uitgesteld loon in land-en tuinbouw (1968),
- Pacht en Voorkoop (1970),
- Juridische aspecten van het agrarisch bodembeleid (1972)
- Pacht en Voorkoop 2de uitgave (1990)